# توم روبرتس (رسام)
توم روبرتس (بالإنجليزية: Tom Roberts)‏ هو رسام وفنان أسترالي، ولد في 9 مارس 1856 في دورشيستر (دورست) في المملكة المتحدة، وتوفي في 14 سبتمبر 1931 في Kallista, Victoria ‏ في أستراليا بسبب سرطان.

## وصلات خارجية
- توم روبرتس على موقع الموسوعة البريطانية (الإنجليزية)